# 6-脱氧卷线孢菌素
6-脱氧卷线孢菌素（(5S,7S)-5,6,7,8-四氢-5,7,9,10-四羟基-2-甲氧基-7-甲基-1,4-蒽醌）是一种有机化合物，化学式为C16H16O7，其英文名“austrocortirubin”源自于澳大利亚的丝膜菌属（Cortinarius）的毒蕈。它可以2,5,8-三羟基-1,4-萘醌的缩醛为原料合成得到。